# Margaret Laurence
Margaret Laurence, nata Jean Margaret Wemyss (Neepawa, 18 luglio 1926 – Lakefield, 5 gennaio 1987), è stata una scrittrice e giornalista canadese.
È stata anche fondatrice del “Writers' Trust of Canada”, un'organizzazione letteraria senza scopo di lucro volta ad incoraggiare la comunità di scrittori canadesi.

## Biografia
Margaret Laurence nacque dall'avvocato Robert Wemyss e da Verna Jean Simpson. Sua madre morì quando lei aveva quattro anni. Nel 1935, quando la Laurence aveva nove anni, anche suo padre morì di polmonite. Laurence si trasferì a Neepawa dai nonni e lì visse fino all'età di 18 anni.
Nel 1944, Laurence frequentò lo “United College” di Winnipeg, un college di arti e teologia associato all'Università di Manitoba. 
Durante questo periodo Laurence si associò al movimento cristiano-sociale noto come “Social Gospel”, che rimase importante per lei per il resto della sua vita. Durante i suoi anni universitari Laurence pubblicò almeno 18 poesie, tre racconti e un saggio critico. Laurence si laureò in letteratura inglese nel 1947. 
Dopo la laurea Laurence lavorò per un settimanale di sinistra, “The Westerner”, e poi per un nuovo giornale indipendente, il “Winnipeg Citizen”. Sposò Jack Fergus Laurence, un ingegnere. Il lavoro del marito portò entrambi a vivere nell'allora protettorato britannico del Somaliland britannico (1950–1952), nonché in Costa d'Oro (1952–1957).
Laurence sviluppò una profonda ammirazione per l'Africa e le sue varie popolazioni, che ha trovato espressione nei suoi scritti: fu così commossa dalla letteratura orale della Somalia che iniziò a registrare e tradurre poesie e racconti popolari, che sarebbero poi stati raccolti nell'opera A Tree for Poverty: Somali Poetry and Prose (1954). 
Nel 1952, Laurence diede alla luce la figlia Jocelyn durante un congedo in Inghilterra. Il figlio David nacque invece nel 1955 in Costa d'Oro, paese che la famiglia lasciò prima che ottenesse l'indipendenza come Ghana nel 1957, trasferendosi a Vancouver, dove rimase per cinque anni.
Nel 1962 Laurence si separò dal marito e si trasferì a Londra per un anno. 
Alcuni anni dopo si stabilì a Lakefield, nell'Ontario. Fu dopo il suo ritorno in Canada che scrisse The Stone Angel (1964), il romanzo per il quale è meglio conosciuta. Ambientata in una cittadina immaginaria del Manitoba chiamata Manawaka, la storia è narrata dalla novantenne Hagar Shipley, alternando i suoi momenti presenti e i ricordi di tutta la sua vita. Da un altro suo romanzo,  A Jest of God, nel 1968 Paul Newman trasse la sua prima regia cinematografica Rachel, Rachel.
Nel 1986, a Laurence fu diagnosticato un carcinoma del polmone in fase avanzata. Morì suicida nella sua casa in 8 Regent St., Lakefield, il 5 gennaio 1987, assumendo una overdose di droga, documentando la sua decisione per iscritto fino al momento della sua morte. 